# Lac Île-à-la-Crosse
Lac Île-à-la-Crosse är en sjö i Kanada.   Den ligger i provinsen Saskatchewan, i den centrala delen av landet, 2 500 km väster om huvudstaden Ottawa. Lac Île-à-la-Crosse ligger 431 meter över havet. Arean är 4,9 kvadratkilometer. Den sträcker sig 4,2 kilometer i nord-sydlig riktning, och 3,6 kilometer i öst-västlig riktning.
I omgivningarna runt Lac Île-à-la-Crosse växer i huvudsak barrskog. Trakten runt Lac Île-à-la-Crosse är nära nog obefolkad, med mindre än två invånare per kvadratkilometer.